# جاده ۷۸ (ایران)
جاده ۷۸، جاده‌ای درجه دو در ایران محسوب می‌شود. این جاده از طریق جاده ۶۵، یاسوج را به یزد پیوند می‌دهد.